# 视觉词
视觉词，是一些常見的英文字，特別是在兒童的讀本中會常出現的字，一般會鼓勵兒童記憶這些字，讓他們可以在不用任何拼讀解碼（例如基础语音教学法）技巧的輔助下，可以認這些字。 
在初期兒童的英文教材中，Sight word大約佔了總字數的75%。兒童認得sight word的好處是在接觸初級的教材時，要嘗試閱讀內容前就已認得其中大部份的單字，因此兒童可以專心的在教材的內容以及理解，而不用為了要對每個字進行拼讀解碼而中斷閱讀。全字教學的提倡者認為讓學生認得大量的Sight word，有助於閱讀的學習。
一些專家認為識別Sight word的能力有助於剛開始學習閱讀的人，因為sight word中有些字的唸法不符合phonics的規則，有些字的意義也不容易用圖片來表示。例如was就不符合phonics的規則，中間的a發/ɒ~ʌ/的音，最後的s發/z/的音，was表達的是抽象的概念（曾經存在），也不容易用圖片表示。
目前已編訂及出版了許多不同版本的sight word列表，其中最多人使用的是Dolch word list及the magic 100 words。這些列表有類似的特點，都是將單字分為不同的等級，將在一些初階的讀物中常出現的字列為較簡單的等級，讓讀者可以早一點認識。雖然不同的列表有許多相近之處，但sight word中各單字出現頻率的高低仍和地理位置、經驗數據、取樣的資料及出版的年份有關。
sight word和「視覺詞彙」（sight vocabulary）不同，後者定義為每個人自己的詞彙庫，可以一看到就認得，不需要經過解碼的詞彙。